# Porta Termini
Porta Termini (também conhecida como porta di Termini) era um dos portões da cidade de Palermo. O nome pode ter se originado do fato de que o local onde se situava marcava o fim de um jardim existente ali ou do fato de estar voltada para Termini (e Messina).

## História
O historiador Tommaso Fazello, apoia a tese de Francesco Baronio, citando a motivação da posição, ou seja, de um baluarte de entrada colocado na rota para Termini Imerese em direção ao leste, uma conexão que atravessa as terras de San Giovanni dei Lebbrosi, cruzando o rio Oreto com a Ponte do Almirante, tocando os primitivos bosques de tamareiras e o Parque da Favara. O arquiteto Paolo Amato por outro lado, apoiou a tese segundo a qual a terminologia derivava da presença de banhos e instalações termais existentes nos distritos de Guadagna e Maredolce localizados na área circundante.
Após a conquista normanda de 1072, uma nova muralha, foi construída em Palermo, um dos pontos de acesso à cidade era a "Porta di Termini", sua existência é certamente atestada desde 1171. A primeira documentação escrita remonta a Mateus de Salerno, uma escritura pública referente à doação de um terreno destinado a uma horta adjacente aos edifícios, uma escritura legal estipulada em favor do mosteiro da Ordem Beneditina da Igreja de Santa Maria del Cancellière.
Em 1316, juntamente com a Porta dei Greci, sofreu os ataques do exército do rei Roberto de Anjou comandado por Tommaso Marciani, um ataque que foi heroicamente repelido; o mesmo destino aconteceu, em junho de 1325, com Carlos de Anjou, duque da Calábria. Foi posteriormente restaurado em 1328 durante o reinado de Frederico II de Aragão e novamente no século XVI.
Embelezada por Pietro Speciale pretor, em 1535 Carlos V passou por ela deixando a cidade após a recepção triunfal pela conquista de Túnis e tendo se hospedado no Palazzo Ajutamicristo, mais tarde dos príncipes Paternò - Moncada. No século XVI, a construção do bastião chamado "Porta Termini" é documentada. Os novos arcebispos fizeram sua entrada solene pela porta, a procissão seguiu da Igreja de San Cristoforo para a Catedral Metropolitana Primacial da Santa Virgem Maria da Assunção para a cerimônia de entronização. O primeiro evento foi registrado em 11 de maio de 1609 com a nomeação de Giovanni Doria.
Em 1688, o oratório da Compagnia della Pace foi erguido no lado voltado para a cidade. A imagem representando a Madonna dell'Itria foi reproduzida na passagem. Nas imediações fica a Porta di Vicari. Após a enchente de 7 de outubro de 1772, uma linha vermelha marcou a altura atingida pelas águas (8 pés) devido ao evento excepcional. O portão e o oratório foram demolidos em 1852 pelo General Carlo Filangieri, Príncipe de Satriano, para permitir fácil acesso à cidade em caso de insurreições e para evitar, já tendo sido usado como fortaleza pelos insurgentes durante os motins de 1820, sua reutilização para o mesmo propósito.
O portão deu nome a uma das ruas mais importantes de Palermo, e foi justamente pela via di Porta Termini (hoje via Giuseppe Garibaldi) que os garibaldinos da Expedição dos Mil entraram na cidade, aproveitando-se de sua vulnerabilidade, provocando efetivamente a insurreição da cidade. O portão era guardado por 59 soldados Bourbon do 9º Regimento de Linha que, posicionados atrás de um aterro, inicialmente sofreram o impacto do ataque, mas, posteriormente, não recebendo mais reforços, recuaram em direção à guarita do Posto Real, localizada perto da Igreja de San Cataldo.
Em memória do evento, a seguinte inscrição foi colocada na parede da Via Garibaldi que leva ao Portão:

## Localização
Situada na parte sudeste das muralhas da cidade, aproximadamente na metade da atual Via Lincoln, era conectada por uma estrada larga à ponte do Almirante, e dela se ramificava a trilha real para Ventimiglia di Sicilia.